# DC Black Label
DC Black Label je obchodní značka amerického komiksového vydavatelství DC Comics, pod kterou vychází původní minisérie, ale také dotisky dříve vydaných komiksů. Značka se zaměřuje na komiksy pro dospělejší čtenáře. Prvním komiksem vydaným pod značkou DC Black Label byl Batman: Zatracení v září 2018 ( v ČR v lednu 2020).

## Knihy a série
| Originální název                                              | Český název                              | Rok vydání v USA | Rok vydání v ČR | Scénář                                       | Kresba                         |
| Vydané                                                        | Vydané                                   | Vydané           | Vydané          | Vydané                                       | Vydané                         |
| ------------------------------------------------------------- | ---------------------------------------- | ---------------- | --------------- | -------------------------------------------- | ------------------------------ |
| Batman: Damned #1–3                                           | Batman: Zatracení                        | 2018–2019        | 2020            | Brian Azzarello                              | Lee Bermejo                    |
| Batman: White Knight #1–8                                     | Batman: Bílý rytíř                       | 2018             | 2020            | Sean Murphy                                  | Sean Murphy                    |
| Batman: Last Knight on Earth #1–3                             | nevydáno                                 | 2019             | —               | Scott Snyder                                 | Greg Capullo                   |
| Superman: Year One #1–3                                       | nevydáno                                 | 2019–2020        | —               | Frank Miller                                 | John Romita Jr.                |
| Batman: Curse of the White Knight #1–8                        | Batman: Prokletí bílého rytíře           | 2019–2020        | 2022            | Sean Murphy                                  | Sean Murphy                    |
| Harleen #1–3                                                  | Harleen                                  | 2019             | 2020            | Stjepan Šejić                                | Stjepan Šejić                  |
| Joker: Killer Smile #1–3                                      | nevydáno                                 | 2019–2020        | —               | Jeff Lemire                                  | Andrea Sorrentino              |
| Batman: White Knight Presents Von Freeze #1                   | Vydáno v: Batman: Prokletí bílého rytíře | 2019             | —               | Sean Murphy                                  | Klaus Janson                   |
| Dark Knight Returns: The Golden Child #1                      | nevydáno                                 | 2019             | —               | Frank Miller                                 | Rafael Grampá                  |
| Birds of Prey #1                                              | nevydáno                                 | 2020             | —               | Brian Azzarello                              | Emanuela Lupacchino            |
| The Last God: Sourcebook #1                                   | nevydáno                                 | 2020             | —               | Phillip Kennedy Johnson                      | Riccardo Federici              |
| Batman: The Smile Killer #1                                   | nevydáno                                 | 2020             | —               | Jeff Lemire                                  | Andrea Sorrentino              |
| Joker/Harley: Criminal Sanity - Secret Files #1               | nevydáno                                 | 2020             | —               | Kami Garcia Ed Kurz                          | David Mack Jason Badower       |
| Wonder Woman: Dead Earth #1–4                                 | Wonder Woman: Mrtvá Země                 | 2019–2020        | 2021            | Daniel Warren Johnson                        | Daniel Warren Johnson          |
| The Question: The Deaths of Vic Sage #1–4                     | nevydáno                                 | 2019–2020        | —               | Jeff Lemire                                  | Denys Cowan                    |
| The Last God: Songs of Lost Children #1                       | nevydáno                                 | 2020             | —               | Dan Watters                                  | Steve Beach                    |
| Batman: Three Jokers #1–3                                     | Batman: Tři Jokeři                       | 2020             | 2021            | Geoff Johns                                  | Jason Fabok                    |
| The Last God #1–12                                            | nevydáno                                 | 2019–2021        | —               | Phillip Kennedy Johnson                      | Riccardo Federici              |
| Harley Quinn and the Birds of Prey #1–4                       | nevydáno                                 | 2020–2021        | —               | Amanda Conner Jimmy Palmiotti                | Arthur Adams                   |
| Hellblazer: Rise and Fall #1–3                                | Hellblazer: Vzlety a pády                | 2020–2021        | 2021            | Tom Taylor                                   | Darick Robertson               |
| Joker/Harley: Criminal Sanity #1–9                            | nevydáno                                 | 2019–2021        | —               | Kami Garcia                                  | Mike Mayhew Mico Suayan        |
| Sweet Tooth: The Return #1–6                                  | nevydáno                                 | 2020–2021        | —               | Jeff Lemire                                  | Jeff Lemire                    |
| The Other History of the DC Universe #1–5                     | nevydáno                                 | 2020–2021        | —               | John Ridley                                  | Giuseppe Camuncoli             |
| American Vampire 1976 #1–9                                    | nevydáno                                 | 2020–2021        | —               | Scott Snyder                                 | Rafael Albuquerque             |
| Rorschach #1–12                                               | Rorschach                                | 2020–2021        | 2022            | Tom King                                     | Jorge Fornés                   |
| Strange Adventures #1–12                                      | nevydáno                                 | 2020–2021        | —               | Tom King                                     | Mitch Gerads Evan "Doc" Shaner |
| Batman: Reptilian #1–6                                        | nevydáno                                 | 2021             | —               | Garth Ennis                                  | Liam Sharp                     |
| Batman: The Imposter #1–3                                     | Batman: Dvojník                          | 2021             | 2022            | Mattson Tomlin                               | Andrea Sorrentino              |
| Batman/Catwoman Special #1                                    | nevydáno                                 | 2022             | —               | Tom King                                     | John Paul Leon                 |
| Batman vs. Bigby! A Wolf in Gotham #1–6                       | nevydáno                                 | 2021–2022        | —               | Bill Willingham                              | Brian Level                    |
| Superman vs. Lobo #1–3                                        | nevydáno                                 | 2021–2022        | —               | Tim Seeley Sarah Beattie                     | Mirka Andolfo                  |
| Suicide Squad: Get Joker! #1–3                                | Sebevražedný oddíl: Dostaňte Jokera!     | 2021–2022        | 2023            | Brian Azzarello                              | Alex Maleev                    |
| Batman/Catwoman #1–12                                         | nevydáno                                 | 2020–2022        | —               | Tom King                                     | Clay Mann                      |
| Suicide Squad: Blaze #1–3                                     | nevydáno                                 | 2022             | —               | Simon Spurrier                               | Aaron Campbell                 |
| Batman: One Dark Knight #1–3                                  | nevydáno                                 | 2021–2022        | —               | Jock                                         | Jock                           |
| Tales of Human Target #1                                      | nevydáno                                 | 2022             | —               | Tom King                                     | Greg Smallwood                 |
| Rogues #1–4                                                   | Ranaři                                   | 2022             | 2023            | Joshua Williamson                            | Leomacs                        |
| Aquaman: Andromeda #1–3                                       | nevydáno                                 | 2022             | —               | Ram V                                        | Christian Ward                 |
| Catwoman: Lonely City #1–4                                    | nevydáno                                 | 2021–2022        | —               | Cliff Chiang                                 | Cliff Chiang                   |
| The Nice House on the Lake #1–12                              | Hezký dům u jezera                       | 2021–2022        | 2025            | James Tynion IV                              | Álvaro Martínez Bueno          |
| Wonder Woman Historia: The Amazons #1–3                       | nevydáno                                 | 2021–2022        | —               | Kelly Sue DeConnick                          | Phil Jimenez                   |
| Human Target #1–12                                            | nevydáno                                 | 2021–2023        | —               | Tom King                                     | Greg Smallwood                 |
| Swamp Thing: Green Hell #1–3                                  | nevydáno                                 | 2021–2023        | —               | Jeff Lemire                                  | Doug Mahnke                    |
| Batman & the Joker: The Deadly Duo #1–7                       | Batman a Joker: Destruktivní duo         | 2022–2023        | 2024            | Marc Silvestri                               | Marc Silvestri                 |
| Batman: Beyond the White Knight #1–8                          | nevydáno                                 | 2022–2023        | —               | Sean Murphy                                  | Sean Murphy                    |
| The Riddler: Year One #1–6                                    | nevydáno                                 | 2022–2023        | —               | Paul Dano                                    | Stevan Subic                   |
| Peacemaker Tries Hard #1–6                                    | nevydáno                                 | 2023             | —               | Kyle Starks                                  | Steve Pugh                     |
| Batman: White Knight Presents: Generation Joker #1–6          | nevydáno                                 | 2023             | —               | Katana Collins, Sean Murphy a Clay McCormack | Mirka Andolfo                  |
| Danger Street #1–12                                           | nevydáno                                 | 2022–2023        | —               | Tom King                                     | Jorge Fornés                   |
| Waller vs. WildStorm #1–4                                     | nevydáno                                 | 2023             | —               | Spencer Ackerman a Evan Narcisse             | Eric Battle                    |
| Batman:City of Madness #1–3                                   | nevydáno                                 | 2023–2024        | —               | Christian Ward                               | Christian Ward                 |
| Fables #1–12                                                  | nevydáno                                 | 2022–2024        | —               | Bill Willingham                              | Mark Buckingham                |
| The Bat-Man: First Knight #1–3                                | Bat-Man: První rytíř                     | 2024             | 2025            | Dan Jurgens                                  | Mike Perkins                   |
| The Boy Wonder #1–5                                           | nevydáno                                 | 2024             | —               | Juni Ba                                      | Juni Ba                        |
| Zatanna: Bring Down the House #1–5                            | nevydáno                                 | 2024             | —               | Mariko Tamaki                                | Javier Rodríguez               |
| Plastic Man No More! #1–4                                     | nevydáno                                 | 2024             | —               | Christopher Cantwell                         | Alex Lins                      |
| Jenny Sparks #1–6                                             | nevydáno                                 | 2024–2025        | —               | Tom King                                     | Jeff Spokes                    |
| Batman: Full Moon #1–4                                        | nevydáno                                 | 2024–2025        | —               | Rodney Barnes                                | Stevan Subic                   |
| Superman: The Last Days of Lex Luthor #1–3                    | nevydáno                                 | 2023–2025        | —               | Mark Waid                                    | Bryan Hitch                    |
| Aktuálně vydávané                                             |                                          |                  |                 |                                              |                                |
| Batman: Gargoyle of Gotham #1–4                               | nevydáno                                 | 2023–...         | —               | Rafael Grampá                                | Rafael Grampá                  |
| The Nice House By The Sea #1–12                               | nevydáno                                 | 2024–...         | —               | James Tynion IV                              | Álvaro Martínez Bueno          |
| Peacemaker Presents: The Vigilante/Eagly Double Feature! #1–5 | nevydáno                                 | 2025–...         | —               | Time Seeley a Rex Ogle                       | Mitch Gerads a Matteo Lolli    |
| Resurrection Man: Quantum Karma #1–6                          | nevydáno                                 | 2025–...         | —               | Ram V                                        | Anand RK                       |
| Ohlášené                                                      |                                          |                  |                 |                                              |                                |

## Hill House Comics
Pod obchodní značkou DC Black Label vychází také série horrorových komiksů Hill House Comics, kterou vede Joe Hill.
| Originální název                | Český název            | Rok vydání v USA | Rok vydání v ČR | Scénář               | Kresba                  |
| Vydané                          | Vydané                 | Vydané           | Vydané          | Vydané               | Vydané                  |
| ------------------------------- | ---------------------- | ---------------- | --------------- | -------------------- | ----------------------- |
| Basketful of Heads #1–7         | Košík plný hlav        | 2019–2020        | 2023            | Joe Hill             | Leomacs                 |
| The Dollhouse Family #1–6       | Domeček krve a bolesti | 2019–2020        | 2024            | Mike Carey           | Peter Gross Vince Locke |
| The Low, Low, Woods #1–6        | nevydáno               | 2019–2020        | —               | Carmen Maria Machado | Dani                    |
| Daphne Byrne #1–6               | nevydáno               | 2020             | —               | Laura Marks          | Kelley Jones            |
| Plunge #1–6                     | nevydáno               | 2020             | —               | Joe Hill             | Jeremy Wilson           |
| Refrigerator Full of Heads #1–6 | Lednička plná hlav     | 2021–2022        | 2024            | Rio Youers           | Tom Fowler              |